# Abel Lima Baptista
Abel Lima Baptista (ur. 13 października 1963) – portugalski prawnik i polityk, od 2005 poseł do Zgromadzenia Republiki.

## Życiorys
Ukończył studia prawnicze, po czym pracował w zawodzie. Przewodniczył pracom rady miejskiej w Ponte de Lima, zasiadał także w zarządzie miejskim. Zaangażował się w działalność w CDS – Partii Ludowej, pełniąc funkcję przewodniczącego Okręgowej Komisji Politycznej w Viana do Castelo. W latach 2005, 2009 i 2011 był wybierany posłem do Zgromadzenia Republiki z tego okręgu.